# Найкращі бомбардири Кубка Лібертадорес
Ця стаття містить список найкращих бомбардирів Кубка Лібертадорес, головного клубного турніру Південної Америки, який проводиться щорічно з 1960 року. Еквадорець Альберто Спенсер є найкращим бомбардиром за всю історію турніру, забивши 54 голи. Аргентинець Даніель Онега утримує рекорд найбільшої кількості голів протягом одного сезону, забивши 17 м'ячів у 1966.

## Найкращі бомбардири за весь час
Станом на 29 травня 2025

Гравці, що виділені жирним шрифтом беруть участь у Кубку Лібертадорес 2025.
| #  | Гравець             | Голи | Матчі | Голів/матч | Роки | Роки | Клуб(и) (Голи)                                                                                   |
| #  | Гравець             | Голи | Матчі | Голів/матч | з    | по   | Клуб(и) (Голи)                                                                                   |
| -- | ------------------- | ---- | ----- | ---------- | ---- | ---- | ------------------------------------------------------------------------------------------------ |
| 1  | Альберто Спенсер    | 54   | 88    | 0.61       | 1960 | 1972 | Пеньяроль (48), Барселона (Гуаякіль) (6)                                                         |
| 2  | Фернандо Морена     | 37   | 77    | 0.48       | 1973 | 1986 | Пеньяроль (37)                                                                                   |
| 3  | Педро Роча          | 36   | 89    | 0.40       | 1962 | 1979 | Пеньяроль (25), Сан-Паулу (10), Палмейрас (1)                                                    |
| 4  | Даніель Онега       | 31   | 47    | 0.66       | 1966 | 1973 | Рівер Плейт (31)                                                                                 |
| 4  | Габріел Барбоза     | 31   | 60    | 0.52       | 2018 | 2024 | Сантус (1), Фламенгу (30)                                                                        |
| 4  | Мігель Борха        | 31   | 65    | 0.48       | 2015 | 2025 | Атлетіко Насьйональ (5), Палмейрас (11), Атлетіко Хуніор (7), Рівер Плейт (8)                    |
| 7  | Хуліо Моралес       | 30   | 76    | 0.39       | 1966 | 1981 | Насьйональ (30)                                                                                  |
| 7  | Лукас Пратто        | 30   | 96    | 0.31       | 2011 | 2025 | Універсідад Католіка (6), Велес Сарсфілд (8), Атлетіку Мінейру (7), Рівер Плейт (9), Олімпія (0) |
| 9  | Луїзао              | 29   | 42    | 0.69       | 1998 | 2005 | Васко да Гама (5), Корінтіанс (15), Греміо (4), Сан-Паулу (5)                                    |
| 9  | Хуан Карлос Сарнарі | 29   | 63    | 0.46       | 1966 | 1976 | Рівер Плейт (10), Універсідад Католіка (12), Універсідад де Чилі (4), Санта-Фе (3)               |
| 9  | Антоні де Авіла     | 29   | 94    | 0.31       | 1983 | 1998 | Америка де Калі (27), Барселона (Гуаякіль) (2)                                                   |
| 12 | Луїс Артіме         | 28   | 41    | 0.68       | 1966 | 1974 | Індепендьєнте (8), Насьйональ (20)                                                               |
| 12 | Альберто Акоста     | 28   | 54    | 0.52       | 1988 | 2002 | Сан-Лоренсо де Альмагро (8), Бока Хуніорс (2), Універсідад Католіка (18)                         |